# Black Dynamite
Black Dynamite è una serie televisiva animata statunitense, sviluppata da Carl Jones.
Basata sull'omonimo lungometraggio del 2009, la serie segua una continuità separata. Black Dynamite è stato preceduto da un episodio pilota, pubblicato l'8 agosto 2011 su Adult Swim Video.
La serie è stata trasmessa per la prima volta negli Stati Uniti su Adult Swim dal 15 luglio 2012 al 10 gennaio 2015, per un totale di 20 episodi ripartiti su due stagioni.

## Trama
Ambientata prima degli eventi del film nella Los Angeles degli anni '70, la serie ripercorre la storia di Black Dynamite, Bullhorn, Cream Corn e Honey Bee mentre si impegnano in disavventure pericolose, talvolta coinvolgendo celebrità famose e la nemesi ricorrente di Black Dynamite, il presidente Richard Nixon.

## Episodi
| Stagione         | Episodi | Prima TV USA | Prima TV Italia |
| ---------------- | ------- | ------------ | --------------- |
| Prima stagione   | 10      | 2012         | inedita         |
| Seconda stagione | 10      | 2014-2015    | inedita         |

## Personaggi e doppiatore

### Personaggi principali
- Black Dynamite, doppiato da Michael Jai White.
- Bullhorn, doppiato da Byron Minns.
- Cream Corn, doppiato da Tommy Davidson.
- Honeybee, doppiata da Kym Whitley.

## Trasmissione internazionale
- 15 luglio 2012 negli Stati Uniti su Adult Swim;
- 14 novembre 2018 in Africa su Showmax.[4]